# Bockerl
Als Bockerl oder auch Bockerlbahn (regional auch Bockl, Bockela, Bockerla, Boggala beziehungsweise Bockelbahn) bezeichnet man in Bayern Eisenbahnzüge auf Nebenstrecken, die früher zumeist von einer Dampflokomotive gezogen wurden. In der Regel wurde ein örtlicher Namenszusatz ergänzt. Die Bezeichnung galt synonym sowohl für das eingesetzte Fahrzeugmaterial als auch für die Strecke selbst.
Heute werden in Altbayern ganz allgemein kleine Nebenbahnen oft als Bockerl beziehungsweise Bockerlbahn bezeichnet. So gibt es beispielsweise die Bezeichnungen Holledauer Bockerl (für die Bahnstrecken Wolnzach–Mainburg und Langenbach–Enzelhausen), Walhallabockerl, Falkensteiner Bockerl, Freystädter Bockel, Hauzenberger Bockerl, Allinger Bockerl, Friedenfelser Bockerl, Rottenburger Bockerl und die Neuhauser Bockerlbahn, eine Waldbahn. Die bis heute zeitweise dampfbetriebene Chiemsee-Bahn wird meist neutral Bockerlbahn genannt, zur besseren Unterscheidung von der Chiemgaubahn manchmal auch Chiemseebockerl. Auf der 1994 stillgelegten Bahnstrecke Landau–Arnstorf verläuft heute der Bockerlbahn-Radweg. Außerdem gibt es auf der ehemaligen Bahnstrecke Neustadt–Eslarn den Bockl-Radweg.
Beispiele für die Namensverwendung in Franken sind das Schääzer Bockerla aus dem Bamberger Raum, das Thurnauer Bockela von Kulmbach nach Bayreuth, das Bechhöfer Boggala bei Ansbach, das Naalicher Bockela und das Helmetzer-Bockela im Hofer Land, sowie das Spalter Bockl zwischen Georgensgmünd und Spalt.
Gab es in einer Region nur eine einzige solche Nebenbahn, dann wurde auf den Namenszusatz auch verzichtet. So wurden beispielsweise die Lokalbahn Dachau–Altomünster und die ehemalige Dampfstraßenbahn Neuötting–Altötting einfach Bockerl genannt.
Die Münchner Trümmerbahn, mit der ab 1942 der Schutt der im Zweiten Weltkrieg durch Luftangriffe auf München zerstörten Gebäude abtransportiert wurde, bezeichnete der Volksmund ebenfalls als Bockerlbahn. Die Münchner Bockerlbahn fungierte zunächst auch als Notstraßenbahn, soweit aufgrund der beschädigten Infrastruktur ein normaler Straßenbahnbetrieb nicht mehr möglich war; ab 1945 diente sie ausschließlich dem Abtransport von mehr als fünf Millionen Kubikmetern Gebäudeschutt durch Lastenzüge, die aus Kipploren bestanden und von Dampflokomotiven gezogen wurden. Sie brachten den Schutt zu den drei Münchner Schuttbergen.